# Barbecue Bob
Robert Hicks, bijgenaamd Barbecue Bob (Walnut Grove (Georgia), 11 september 1902 - Lithonia, 21 oktober 1931) was een Amerikaanse blues-pionier en een van de belangrijkste vertegenwoordigers van de Atlanta blues.
Barbecue Bob en zijn broer Charley Hicks, die later als Laughing Charley Lincoln bekend werd, leerden gitaar spelen van de moeder van Curley Weaver. De twee broers gingen in 1923 naar Atlanta, waar zij met onder meer Eddie Mapp gingen optreden. Hier verruilde Robert de zessnarige voor de twaalfsnarige gitaar. Hij speelde vaak in de bottleneck-stijl, die meer deed denken aan de Delta blues dan aan de stijl van bijvoorbeeld Blind Willie McTell. Barbecue Bob werd een prominente muzikant in de nieuwe Atlanta-bluesstijl.
Hicks werkte als kok in een restaurant in het noorden van Atlanta en trad hier ook op, toen hij ontdekt werd door een talentscout van Columbia Records. De maatschappij besloot Hicks' baantje te gebruiken als gimmick, gaf hem de naam Barbecue Bob en liet hem voor publiciteitsfoto's in kokskleding opdraven. In maart 1927 nam Hicks zijn eerste 78 toerenplaat op, 'Barbecue Blues', dat 15.000 maal over de toonbank ging. Barbecue Bob was daarmee tot dat moment de meestverkochte artiest van Columbia. In juni nam hij 'Mississippi Heavy Water Blues' op, geïnspireerd door de overstromingen die hadden plaatsgevonden. Deze en andere platen waren zeer populair en vestigden zijn naam in de race-muziek.
In de jaren erna nam Hicks onder meer op met zangeres Nellie Florence en met zijn broer, met wie hij de klassieker 'It Won't Be Long Now' vastlegde. Onder de opnames zaten ook enkele traditionele en geestelijke songs. In 1930 nam hij als lid van the Georgia Cotton Pickers (met onder meer Curley Weaver) verschillende platen op. Het zouden zijn laatste opnames zijn: hij stierf in 1931 op 29-jarige leeftijd aan de gevolgen van een combinatie van tuberculose en longontsteking, veroorzaakt door influenza. Eerder dat jaar was ook zijn vrouw aan longontsteking bezweken.
Barbecue Bob had een grote invloed op Atlanta-bluesmuzikanten als Blind Willie McTell en Curley Weaver. Een song van Hicks, 'Motherless Child Blues', werd later op de plaat gezet door Eric Clapton.

## Discografie
- Complete Recorded Works vol. 1-3, Document

- Bibliothèque nationale de France: cb13944227h (data)
- Gemeinsame Normdatei: 134750713
- International Standard Name Identifier: 0000 0003 6837 233X
- Library of Congress Control Number: no96040993
- MusicBrainz: 46a5e33c-7a72-485f-b3eb-8f09fc54fe2f
- Système universitaire de documentation: 118365363
- Virtual International Authority File: 24792257